# NGC 2619
NGC 2619 este o hi (21cm) source⁠(d) situată în constelația Racul. A fost descoperită în 12 martie 1785 de către William Herschel. Se află la o distanță de 62,23 de megaparseci de Pământ.